# Éramos Seis (1958)
Éramos Seis é uma telenovela brasileira produzida e exibida pela Record, entre 3 de fevereiro e 24 de abril de 1958, substituindo Internas de 1ª. Classe e sendo substituída por Cidade Perdida. Baseada no romance Éramos Seis, da escritora Maria José Dupré, a obra teve direção e adaptação de Ciro Bassini. A novela foi transmitida ao vivo, pois na época não existia videoteipe no Brasil. Apresentada em dois capítulos semanais, foi a novela mais assistida naquele ano.

## Produção
A adaptação foi escolhida pelo público através de cartas com base em três títulos literários sugeridos pela emissora em seus comerciais, sendo que Éramos Seis foi a mais votada. Além de decidir qual obra seria adaptada, o público também concorria a livros da história e 100 mil cruzeiros.

## Enredo

Gessy Fonseca e Gilberto Chagas durante uma cena da novela.

A novela contava o cotidiano e as lutas de Dona Lola e seu marido Júlio para criarem seus quatro filhos: Carlos; Alfredo; Isabel e Julinho. A trama mostra os percursos que a família passa com a morte de Júlio e Carlos, os problemas das noitadas de Alfredo, a escolha de Isabel em se tornar amante de um homem bem mais velho e casado e o casamento de Julinho com uma moça de alta classe.
Por fim, a ida de Dona Lola para uma casa de idosos, onde é largada sozinha pelos filhos que tanto lutou para criar.

## Elenco

Gessy Fonseca nos bastidores da novela.

| Ator                   | Personagem                            |
| ---------------------- | ------------------------------------- |
| Gessy Fonseca          | Dona Lola de Lemos                    |
| Gilberto Chagas        | Júlio Abílio de Lemos                 |
| Fábio Cardoso          | Alfredo de Lemos                      |
| Randal Juliano         | Carlos de Lemos                       |
| Arlete Montenegro      | Maria Isabel de Lemos                 |
| Silvio Luiz            | Júlio Abílio de Lemos Filho (Julinho) |
| Maria Aparecida Báxter | Olga                                  |
| Cleyde Yáconis         | Clotilde                              |
| Wanda A. Hammel        | Tia Emília                            |
| Valery Martins         | Dona Genu                             |